# Десантный шовинизм
Деса́нтный шовини́зм — явление в среде военнослужащих Воздушно-десантных войск СССР и Воздушно-десантных войск Российской Федерации, заключающееся в исключительном почитании собственного рода войск и в высокомерии к другим родам войск.
Является составной частью психологической подготовки военнослужащих с первых дней службы. Основной девиз десантного шовинизма: «Никто кроме нас».

## История возникновения
По мнению ветеранов ВДВ, появление десантного шовинизма полностью связано с личностью командующего ВДВ СССР генерала Василия Маргелова. Генерал Маргелов занимал эту должность дольше остальных военачальников (23 года — с 1954 по 1959 и с 1961 по 1979 годы) и именно с периодом его командования связывают становление ВДВ в послевоенный период. Этим порождено одно из жаргонных названий ВДВ — «Войска дяди Васи».
При непосредственном участии Маргелова ВДВ СССР стали считать элитным родом войск с высоким боевым духом и боевой подготовкой личного состава. Маргеловым была проведена полная модернизация и усовершенствование структуры воздушно-десантных войск. Именно по инициативе Маргелова была начата разработка совершенно нового типа военной техники — авиадесантной бронетехники. В годы командования Маргелова ВДВ получили десантируемые парашютным способом боевые машины и самоходные артиллерийские орудия, став полноценными войсками, способными выполнять широкий круг боевых задач в тылу противника. Благодаря инициативам Маргелова было начато серийное производство самолётов для военно-транспортной авиации, основным назначением которой стала переброска подразделений и соединений ВДВ.
До конца 50-х годов военнослужащие ВДВ носили общевойсковую форму, которая ничем их не отличала от военнослужащих других родов войск. По инициативе Маргелова министр обороны СССР Р. Я. Малиновский разрешил ношение офицерами ВДВ военной формы, утверждённой для ВВС СССР, а для солдат срочной службы были введены петлицы и погоны голубого цвета. После Маргелов добился у следующего министра обороны СССР А. А. Гречко в 1967 году введения элементов военной формы для военнослужащих ВДВ (береты малинового цвета с голубым флажком и десантной эмблемой и тельняшки голубого цвета), резко отличавшие их от военнослужащих других родов войск. Впервые такая форма была продемонстрирована на параде 7 ноября 1967 года. В 1968 году цвет берета был изменён на голубой, а цвет флажка на берете на красный.
Ещё будучи командующим 37-м воздушно-десантным корпусом, Маргелов для поднятия боевого духа ввёл практику наглядной агитации в форме самодельных рукописных плакатов для солдатских казарм, на которых десантники в кровавых сценах побеждали противника.
Маргелов считал, что военнослужащие ВДВ, включая офицерский и солдатский состав, должны стать элитой ВС СССР. В связи с этим характерны цитаты, приписываемые Маргелову и отражавшие исключительность военнослужащих ВДВ:

- В случае войны парни в голубых беретах будут брошены в пасть агрессору, с целью разорвать эту пасть.
- ВДВ — это мужество высшего класса, храбрость первой категории, боевая готовность номер один.
- Десантник — это концентрированная воля, сильный характер и умение идти на риск.
- Тот, кто носит, или когда-либо носил голубые погоны с десантными эмблемами, всю жизнь будет с гордостью произносить слова: «Я — десантник!»
- Этих ребят в голубых беретах невозможно сломать, испугать морально и физически. Хоть мне и 68, но с ними я пойду куда угодно. За ночь мы вырежем пол-Румынии, за неделю захватим Европу. Жаль только, что служить им всего 2 года, а то я бы сделал из них настоящих головорезов.

— Цитаты Маргелова
Факторами для развития десантного шовинизма, по мнению ветеранов ВДВ, послужили также организационная обособленность ВДВ от других родов войск ВС СССР, а также относительная малочисленность ВДВ, которая накладывала на десантников (как офицеров, так и солдат) ощущение близости и принадлежности к особой касте:

…Десантура — это одно училище в Рязани и несколько, по пальцам можно пересчитать, воздушно-десантных дивизий и десантно-штурмовых бригад на весь Союз нерушимый, это как маленький остров, на который сложно попасть и ещё сложней вырваться, где все друг о дружке всё знают: либо учились вместе, либо служили, либо по рассказам. Замкнутый круг. Десантура — это каста, это элита вооружённых сил, это жуткая гордыня, это страшнейший «шовинизм» по отношению к другим войскам…— Михаил Евстафьев «В двух шагах от рая»
Для пропаганды положительного образа ВДВ, в первую очередь нацеленной на советскую молодёжь, которой предстояло отслужить на военной службе, по заказу МО СССР были сняты несколько художественных фильмов: «В зоне особого внимания», «Голубые молнии», «Ответный ход». В результате подобной популяризации повысилось стремление юношей попасть на службу в ВДВ. Конкурс на поступление в единственное офицерское военное воздушно-десантное училище (РВВДКУ) превышал конкурс в престижные для советской молодёжи ГИТИС и ВГИК, показатель которого в 1980-е годы составлял 18 человек на одно место (на данном историческом этапе — 5-6 человек).
Считается, что в первую очередь десантный шовинизм насаждался будущим офицерам-десантникам во время учёбы в РВВДКУ (в некоторых источниках встречается определение «великодесантный шовинизм»).
Подобная популяризация службы в ВДВ вкупе с деятельностью Маргелова и морально-психологическая работа с личным составом ВДВ с первых дней службы подкрепляли самомнение десантников о собственном превосходстве перед солдатами армий вероятного противника, так и остальными родами войск ВС СССР:

…Воздушно-десантные войска — войска, бесспорно, элитные. Особый подбор, романтика службы, её специфика, связанная со множеством элементов повышенного риска, воспитывали в каждом курсанте и солдате с первых дней службы здоровый «десантный шовинизм». Нет задач невыполнимых! — этим всё сказано. Благодаря такому воспитанию в глубине души каждого десантника прочно сидит чувство явного превосходства над «зелёными», «малиновыми», «чёрными» и прочими беретами других армий мира, а ввиду их недосягаемости над другими видами и родами войск родной армии…— А. И. Лебедь «За державу обидно…»

## Проявление десантного шовинизма
Десантный шовинизм открыто проявлялся в презрительном отношении к другим родам войск. В основном презрение заключается в озвучивании неприятных прозвищ, которыми десантники называли военнослужащих из других родов войск:

…Дух войск витал настолько высоко, что вся остальная Советская Армия зачислялась в разряд «соляры» и «шурупов»…— Николай Иванов. «Афганский шторм»
Непосредственно в самом РВВДКУ, где в пределах одного училища обучались будущие офицеры-десантники и будущие офицеры для формирований спецназа ГРУ, первые ко вторым использовали презрительные прозвища «комнатные рейнджеры».
Также на почве десантного шовинизма происходили конфликты десантников с военнослужащими других родов войск с применением физической силы. Причём подобные конфликты имели место в зоне боевых действий во время Афганской войны. Об одном из таких эпизодов подобного конфликта, которое после драки могло перерасти в открытую перестрелку с применением зенитной установки ЗУ-23-2 и БМД-1, упоминает в мемуарах генерал А. И. Лебедь. По его воспоминаниям, ему удалось предотвратить вооружённое столкновение солдат 1003-го отдельного батальона материального обеспечения 108-й мотострелковой дивизии и собственных подчинённых из 345-го парашютно-десантного полка. Конфликт был спровоцирован десантниками на почве высокомерного отношения к солдатам мотострелкового соединения.
В воздушно-десантные войска для прохождения дальнейшей воинской службы часто направляются выпускники учебных формирований других родов войск, поэтому в первое время им также приходится ощущать на себе проявление десантного шовинизма, заключающееся в моральном давлении со стороны солдат служащих в десантной части. При этом наличие сержантского звания не облегчает их участь. Данный факт констатируется офицерами и не скрывается от общественности:

…Поэтому даже первоначальную воздушно-десантную подготовку эти военнослужащие срочной службы уже с сержантскими званиями, но в зелёных пехотных тельниках проходят у нас. И первые прыжки, случается, совершают через 8 месяцев службы, чаще всего совместно с молодыми солдатами уже следующего призыва. А это абсолютно ненормально! Не может в десантно-штурмовом соединении младший командир, сержант, который во всём обязан быть примером для подчинённых, две трети срока своей службы не быть десантником! В обстановке так называемого «десантного шовинизма», который традиционен для воздушных десантников, начало службы для этих выпускников окружного учебного центра морально очень тяжёлое…— майор Алексей Дегтярь. Командир батальона 11-й отдельной гвардейской десантно-штурмовой бригады
По причине проявления десантного шовинизма военнослужащие других родов войск (мотострелки, артиллеристы, танкисты), включая офицеров и солдат, также проявляли неприязнь к десантникам, которая могла выражаться в разных формах.

## Здоровый десантный шовинизм
Многие ветераны и действующие офицеры ВДВ выделяют так называемый «здоровый десантный шовинизм», в котором исключается какое-либо высокомерие и имеется положительное начало:

…К слову шовинизм можно относиться по-разному. Здоровый десантный и спецназовский шовинизм сам собой подразумевает, что это не какого-то рода высокомерие, возвышение. Мы простые выходцы из своего народа, и именно за эту любовь народа к десантным войскам рождается этот здоровый десантный шовинизм, потому что мы понимаем, что нужны своей родине, мы являемся её гарантом безопасности, поэтому народ нас любит, и мы по своей сути обязаны любить свою родину, оберегать её от врагов…— Начальник РВВДКУ генерал-майор А. Г. Концевой
Заместитель командующего ВДВ генерал-майор А. В. Холзаков считает, что смысл «здорового десантного шовинизма» подразумевает под собой братство военнослужащих-десантников, моральный дух, стойкость и готовность выполнить поставленный приказ даже ценой собственной жизни.
По мнению заместителя председателя комитета Госдумы по обороне Игоря Баринова, именно десантный шовинизм позволил сохранить боеспособность и целостность ВДВ РФ в тяжёлые 90-е годы.

## Десантный шовинизм в кинематографе
В художественном фильме «9-я рота» режиссёра Фёдора Бондарчука показана сцена, в которой молодое пополнение хором даёт стандартные ответы на вопросы прапорщика Дыгало как об исключительности советских десантников, так и их превосходстве перед солдатами других родов войск:

— Кто такой Советский десантник?
— Советский десантник — это сила, краса и гордость вооружённых сил!
— Кто такой Советский десантник?
— Советский десантник — это образец и зависть для всех чмырей и штатских.— Викицитатник. Фильм «9-я рота»
- Примечание: чмыри — синоним слова «соляра» в жаргоне солдат ВДВ и спецназа ГРУ, обозначающий военнослужащих из любого другого рода войск.